# Saint-Hilaire-de-Brethmas
Saint-Hilaire-de-Brethmas ist eine französische Gemeinde mit 4643 Einwohnern (Stand: 1. Januar 2022) im Département Gard in der Region Okzitanien. Die Gemeinde gehört zum Arrondissement Alès und ist Teil des Kantons Alès-3.

## Geographie
Saint-Hilaire-de-Brethmas liegt am Fluss Avène in den Cevennen und ist eine banlieue im Südsüdosten von Alès. Umgeben wird Saint-Hilaire-de-Brethmas von den Nachbargemeinden Alès im Norden, Saint-Privat-des-Vieux im Nordosten, Méjannes-lès-Alès im Osten, Deaux im Südosten, Vézénobres im Süden sowie Saint-Christol-lez-Alès im Westen. 
Durch die Gemeinde führen die Route nationale 106 und die Cevennenbahn.

## Bevölkerungsentwicklung
| Jahr      | 1962 | 1968 | 1975 | 1982 | 1990 | 1999 | 2006 | 2017 |
| --------- | ---- | ---- | ---- | ---- | ---- | ---- | ---- | ---- |
| Einwohner | 2022 | 2413 | 2761 | 2843 | 3470 | 3619 | 4257 | 4415 |

## Sehenswürdigkeiten
- Kirche Saint-Hilaire aus dem 12. Jahrhundert, Monument historique
- Protestantische Kirche

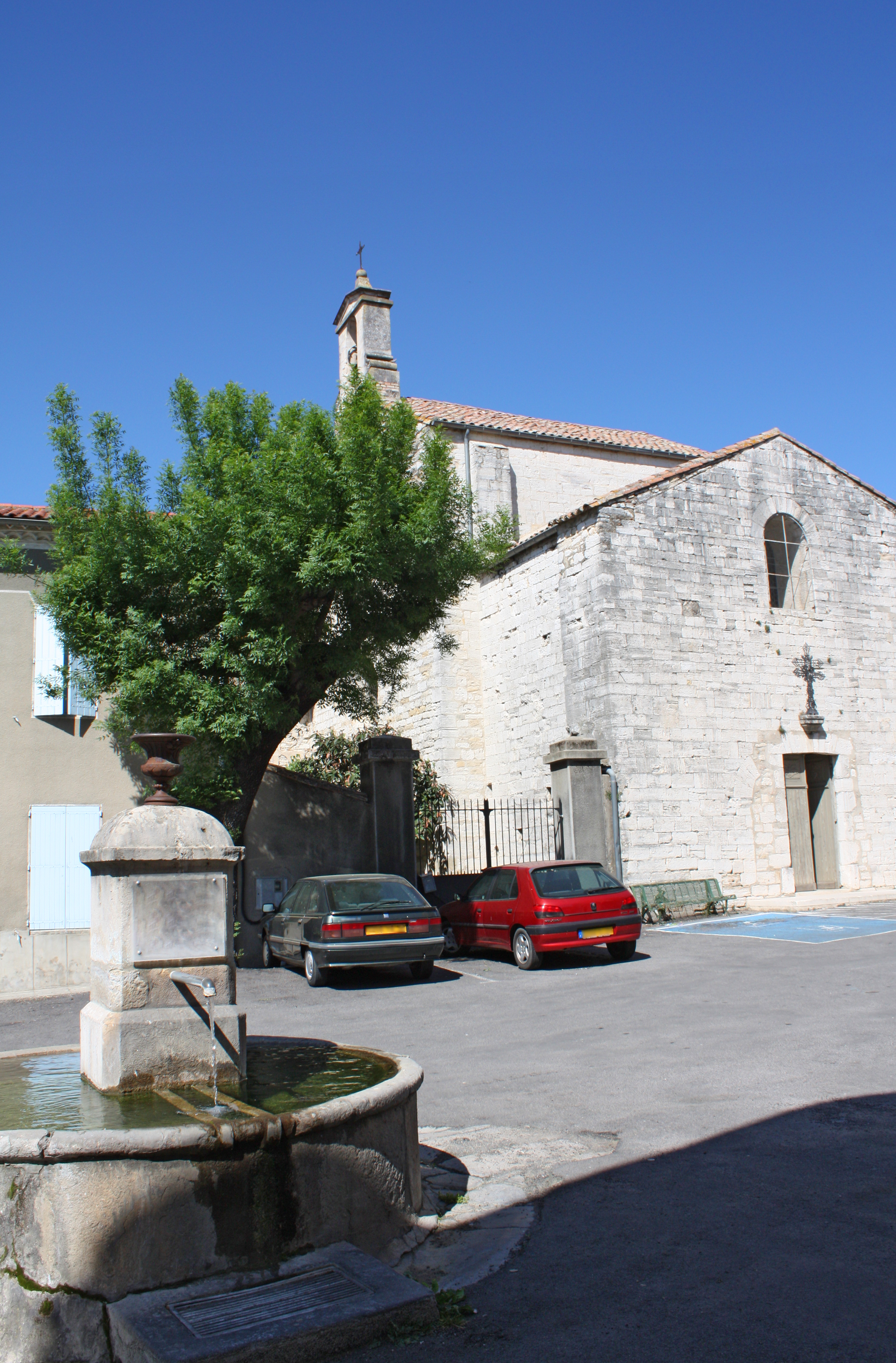
Kirche Saint-Hilaire und Brunnen
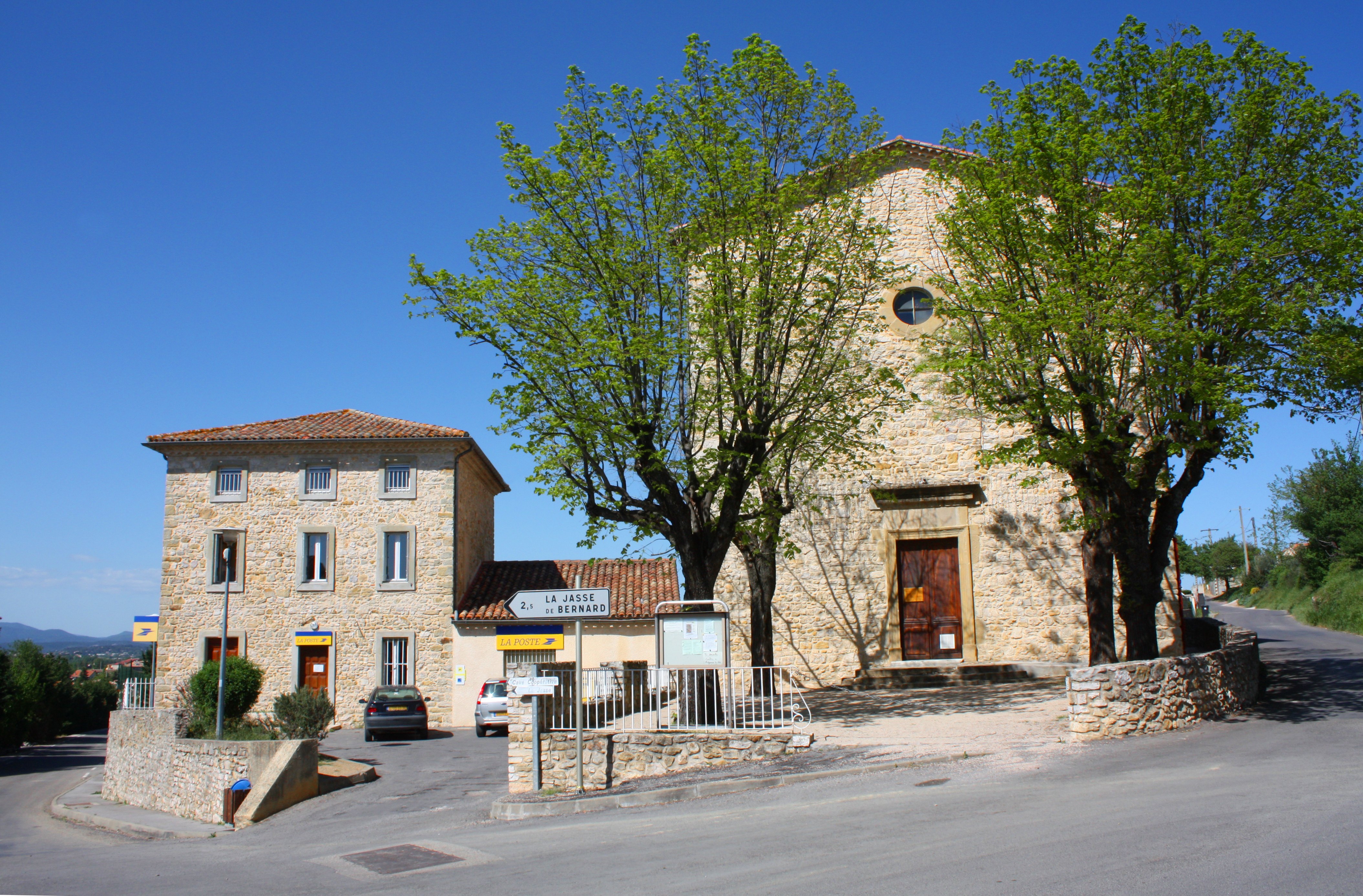
Protestantische Kirche (rechts) und Postamt